# Max Keith
Max Keith (* um 1903; † 1987) war ein deutscher Geschäftsmann. Er war während der Zeit des Nationalsozialismus Leiter der Coca-Cola GmbH. Er gilt als der Erfinder der Fanta.

## Leben
Max Keith wurde vermutlich um 1903 geboren. Genaue Informationen über seine Geburt oder frühe Kindheit sind nicht bekannt. 1933 begann er bei der Coca-Cola GmbH, dem Abfüller von Coca-Cola in Deutschland, zu arbeiten. 1938 übernahm Keith unter der Führung der Nationalsozialisten Leitung über die Coca-Cola GmbH. Aufgrund von Wirtschaftssanktionen und Embargos gegen Deutschland im Zweiten Weltkrieg wurde es schwierig, weiter Coca-Cola in Deutschland herzustellen. Um dennoch ein Erfrischungsgetränk anbieten zu können, entwickelte Keith die Fanta, die aus den damals verfügbaren Zutaten wie Obstabfällen und Kartoffelschalen hergestellt wurde. 1943 wurde das Getränk 3 Millionen Mal verkauft. 1945, in den letzten Phasen des Krieges, wurde Keith von einem deutschen General angewiesen, die Tochtergesellschaft umzubenennen. Keith weigerte sich zwar, aber bevor Maßnahmen gegen ihn ergriffen worden konnten, wurde der General bei einem Luftangriff getötet. Nach dem Krieg kehrte Keith in seine Position bei der Coca-Cola GmbH zurück und spielte eine wichtige Rolle beim Wiederaufbau des Unternehmens und bei seiner Expansion in Deutschland und darüber hinaus.